# Lecopia extensa
Lecopia extensa är en insektsart som beskrevs av Medler 1991. Lecopia extensa ingår i släktet Lecopia och familjen Flatidae. Inga underarter finns listade i Catalogue of Life.